# Vé (outil)
Pour les articles homonymes, voir Vé.

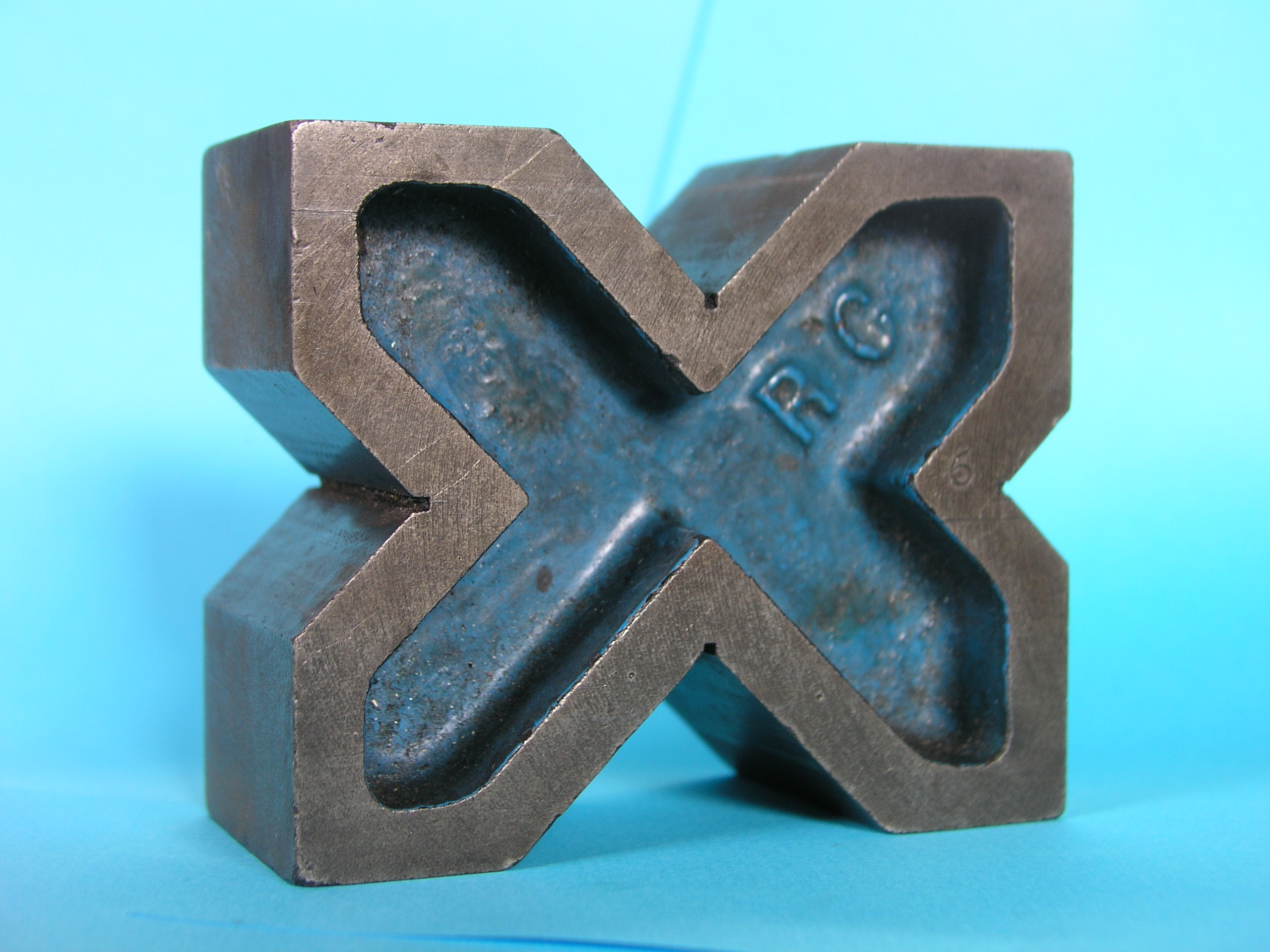
Vé à quatre entailles en fonte

Vé utilisé pour le pliage d'une tôle.

Un vé est une cale dans laquelle il y a une entaille en forme de V. L'angle entre les deux surfaces planes est généralement de 90° (angle droit). Il y a des vés avec une entaille, deux entailles en vis-à-vis ou quatre entailles.
Ils sont généralement en métal (fonte ou acier). Parfois, ils sont fabriqués avec de la roche ou avec certaines matières plastiques présentant une bonne dureté, une bonne stabilité dimensionnelle et une bonne résistance à l'usure. Certains vés sont magnétiques afin d'obtenir un bon contact avec la surface d'appui.
Le vé sert souvent à mettre en place des pièces cylindriques pour effectuer des mesures dimensionnelles ou dans certains cas pour mettre en place une pièce pour un usinage. On parle parfois de vé de centrage. Ils sont souvent considérés comme des instruments de mesure. Dans ce cas, ils doivent être régulièrement étalonnés.

## Norme

### Normefrançaise(AFNOR)
- NF E11-102 : Instruments de mesurage - Vés de traçage et de contrôle